# 中型坦克

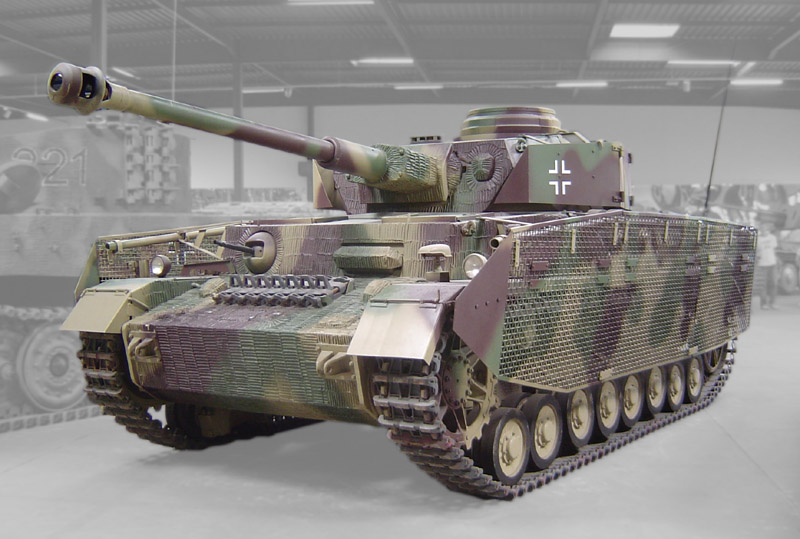
四號戰車J型

中型坦克是戰車分級的一種概稱，該名詞主要用於第二次世界大戰；顧名思義，本量級車種是在重型戰車（設計配置以火力、裝甲主導）與輕戰車（設計思維以機動力、偵查運用為導向）之間的妥協性設計為重點，同時具有大規模量產的潛能。在第二次世界大戰期間，最成功的戰車也是落於本量級，包括蘇聯的T-34戰車、美國的M4雪曼、納粹德國的四號坦克；這些戰車的重量介於20至40公噸、主炮口徑以45-85公厘皆具。
在主力戰車名詞於1960年代出現之前，M48巴頓、T-54/55系列主戰坦克這類在1950年代誕生，總重量超過50噸級的產物也一度被歸類在中戰車屬性之下；該名詞的運用界定上並未非常謹慎，因此在冷戰初期的戰車會同時歸類在中戰車與主力戰車的狀況。
不過，當時同樣為戰車研發列強的英國及法國就不用噸位為戰車分類，是以戰車用途劃分；類似量級的車種英國同時有巡洋戰車與步兵戰車，法國則有騎兵戰車。這些名詞指涉的武器常有性能指標重疊的情況，是因為戰車在草創期難以界定功能取向，各國以自己的軍事思想演繹而出的設計屬性。
第二次世界大戰結束的戰爭經驗中，中戰車以決定性的數量、具有升級潛力的設計特性逐漸成為裝甲部隊的主要核心；輕戰車被技術進化的輪型裝甲車與履帶步兵戰鬥車給取代，而戰車重型化的思辨及成果一直推陳出新，但最終量變產生質變，以中戰車思維設計，走向機動力、火力、防護力平衡化的主力戰車成為二戰後戰車設計工程師的主流。

## 二戰時期的知名中戰車
- 苏联：T-34戰車
- 美国：M3李戰車、M4雪曼戰車
- 納粹德國：四號戰車、豹式戰車
- 英国：克倫威爾戰車